# Pagus Castricius
Le pagus Castricius (également appelé pagus Castrensis) est un pagus qui s'étendait sur les deux rives de la haute Meuse, depuis Donchery par Mézières jusqu'au confluent de la Semois. Il était compris dans le diocèse propre de Reims.

## Présentation
Son nom lui venait d'un château, d'ailleurs inconnu, qui devait couronner l'une des hauteurs de la Meuse. Il paraît avoir correspondu aux cantons actuels de Signy, Flize, Mézières, Rumigny et de Monthermé.
Ce pagus avait été, en 843, attribué à Lothaire, et passa à son fils Lothaire II. Le traité de Meerssen (870) transféra à Charles le Chauve ce territoire mosan, mais il ne fit pas retour à l'Allemagne en 925 avec le restant du royaume, tout comme le Mosomensis et le Dulcomensis.
Le Castricius eut, au Xe siècle, un comte Erbaut (Erlebaldus) ; comme il se permit de créer une place forte à Mézières qui appartenait à l'église de Reims, l'archevêque Hérivée l'excommunia. Erbaut se rendit immédiatement auprès du roi Charles le Simple, qui se trouvait en ce moment dans le pays de Worms, mais il y fut tué. L'année suivante, le concile de Trosly qui se réunit sur l'appel de Héribert de Vermandois, releva son âme de la condamnation encourue.
Ce comte Erbaut était un fidèle de Charles, dont il avait, ce semble, épousé la fille naturelle Alpaïde. Il était aussi comte de Charpeigne (ou Scarpone, pagus Scarponensis) et du Saulnois. On ignore ce que devint son fils Werimundus.
Vers le milieu du Xe siècle le comte Otton (probablement un fils d'Albert de Vermandois) envahit le Castricius et y créa, sur les bords de la Meuse, la forteresse de Warcq.
La famille de Verdun chercha à se mettre en possession du Castricius. En 960, les annales de Flodoard signalent l'intervention du duc Frédéric de Haute-Lotharingie au sujet de la restitution de Mézières à l'archevêque Artoldus par un certain Lambert, qui l'occupait indûment.
Peu de temps, en 971, après Godefroid, fils de Gozlin, occupe Mézières. L'archevêque Adalbéron de Reims avait confié à son frère, vassal de l'empire, la garde de ce domaine. Louis V en prit ombrage et retira à l'archevêque sa faveur. Il ordonna de détruire les châteaux appartenant au prélat, bien qu'ils fussent situés hors du royaume. Bientôt Gerbert d'Aurillac conseillera à Adalbéron, qui s'était retiré en Lotharingie, de garnir de troupes nombreuses Mouzon et Mézières.
En 980, Otton II et Lothaire se rencontrent à Margut. Il est probable que la majeure partie du Castricius fut alors cédée à l'empire. La Meuse servait de frontière depuis Revin jusqu'à Mézières ; en amont de cette ville, la frontière s'écartait sensiblement du fleuve et laissait à l'empire une portion du Castricius, le Mosomensis et le Dulcomensis tout entiers.
Un document de 1005 établit que Donchery faisait alors partie du royaume allemand. Frédéric, fils de Godefroid le Captif était alors comte du Castricius.